# 기무라 요시노
기무라 요시노(木村 佳乃, 1976년 4월 10일 ~ )는 일본의 탤런트, 배우이다.

## 인물
아버지의 근무처인 런던에서 태어나 도쿄도 세타가야구 세이조에서 성장하였다. 아버지가 항공사 직원인 까닭에 성장기에 런던, 뉴욕 등지에서 보내기도 하였다. 일본 세이조 대학(成城大学) 문예학부 영문학과를 중퇴했으며(문학사 전공), 특기는 승마이다('전일본고교마술선수권여자주니어' 4위). 2005년 한일공동방문의 해 일본 홍보대사로 임명되어 2004년 9월 대한민국을 방문한 바가 있으며, 2005년에는 "일본-오스트레일리아 교류의 해" 관광대사로 활동하고 있다. 보관됨 2007-09-27 - 웨이백 머신

## 출연 작품

### 텔레비전 드라마
- 쇼타의 초밥왕(1996년)
- 세기말의 시 (1998년)
- 브라더스 (1998년)
- 오버타임 (1999년)
- 러브 컴플렉스 (2000년)
- 웨딩 플래너 (2002년)
- 골든볼 (2002년)
- 리모트 (2002년)
- 니코니코 일기 (2003년)
- 비운의 왕비 (2003년)
- 그녀가 죽어버렸다 (2004년)
- 사랑에 빠지면: 나의 성공 비밀 (2005년)
- 27세의 여름방학 (2005년)
- 바람의 하루카 (2005년)
- 윤무곡 (2006년)
- PS: 라쇼몽 (2006년)
- 몬스터 페어런츠 제1화 (2008년)
- 노래 오빠 (2009년)
- 야광의 계단 (2009년)
- 천지인 (2009년)
- 해피 버스데이 (2010년)
- 울지 않기로 결심한 날 (2010년)
- 경시청 미해결 사건 수사반 (2010년)
- 내부 조사관·미즈히라 나오의 보고서 (2011년)
- CO 이식 코디네이터 (2011년)
- 이름을 잃어버린 여신 (2011년)
- 마술은 속삭인다 (2011년)
- Dr.검사 모로하시 (2012년)
- 첫사랑 (2012년)
- 숨도 쉴 수 없는 여름 (2012년)
- 사나다마루 (2016년)
- 나의 위험한 아내 [깨진 링크(과거 내용 찾기)](2016년)
- 병아리 (2017년)

### 영화
- 실락원 (1997년)
- 백댄서즈 (2006년)
- 사쿠란 (2007년)
- 감독 만세 (2007년)
- 스키야키 웨스턴 장고 (2007년)
- 아무도 지켜주지 않아 (2009년)
- 핫 로드 (2014년)
- 그대들은 어떻게 살 것인가 (2023년) - 나쓰코 역 (목소리)